# Katrien Houtmeyers
Katrien Houtmeyers, née le 22 janvier 1981 à Louvain, est une femme politique belge, membre de la Nieuw-Vlaamse Alliantie (N-VA).

## Biographie
Katrien Houtmeyers nait le 22 janvier 1981 à Louvain.
Aux élections législatives fédérales de 2019, Katrien Houtmeyers est élue à la Chambre des Représentants. 
Lors des élections flamandes du 9 juin 2024, elle est élue au Parlement flamand.